# Stazione di Fontenay-sous-Bois
La stazione di Fontenay-sous-Bois (in francese Gare de Fontenay-sous-Bois) è una stazione ferroviaria situata nel comune di Fontenay-sous-Bois, nel dipartimento della Valle della Marna.

## Storia
Una prima stazione fu attivata nel 1859, mentre quella attuale risale al 1969.

## Movimenti
La stazione è servita dai treni della Linea RER A.